# Simplemente fútbol
Simplemente Fútbol fue un programa deportivo conducido por el periodista deportivo y exfutbolista Quique Wolff. Empezó a emitirse en el año 1992 en América Te Ve; continuó en Telefe desde 1994 hasta 1995. En 1996 retorna a América 2 y en 1998 pasa al canal Fox Sports. Desde 2000 hasta 2024 hizo su paso por ESPN e ESPN Deportes (para los EE. UU.). Desde la temporada 20 tuvo como coconductor a Pedro Wolff, hijo de Quique.
Desde 2025, el programa se emite por la plataforma de videos online Youtube entrevistando a jugadores como Leo Messi. 

## Periodistas y conductores
- Quique Wolff
- Pedro Wolff

## Aperturas de programa
Esta temporada utiliza una canción de Axel.
- Primera apertura: Ignacio Copani[2]
- Segunda apertura: Alberto Cortez[3]
- Tercera apertura: Adrián Otero[4]
- Cuarta apertura: La Mosca Tsé-Tsé[5][6]
- Quinta apertura: Axel[7]

## Premios
- Martín Fierro Mejor Programa Deportivo (1993)
- Argentino
- Lennon de Paz
- Premio Prossa
- Condecoración de la Orden Enrique Romero Brest
- Diploma Konex
- Santa Clara de Asís
- INTE